# Trochus camelophorus
Trochus camelophorus là một loài ốc biển, là động vật thân mềm chân bụng sống ở biển trong họ Trochidae, họ ốc đụn.